# Arslan ibn Saldjuk
Arslan ibn Saljuq fou el fill gran de Saljuq, l'epònim de la dinastia seljúcida. El seu nom real era Israïl i tenia dos germans que es deien Mikhaïl i Mussa, noms en els quals cal veure una influència nestoriana. Arslan, «Llop», devia ser un nom simbòlic.
Fou en la seva època, en data desconeguda, que la família seljúcida es va establir a Djand on es va fer independent del regne del yabghu dels oghuz. És molt probable que hagués estat enviat pel seu pare Seljuk, en ajut d'un dels darrers samànides (Nuh II ben Mansur, que va regnar del 976-997, o un dels seus tres fills: Mansur II ben Nuh, 997-999, Abd al-Malik II ben Nuh, 999 o Ismail II ben Nuh al-Muntasir, 999-1005) en contra dels karakhànides, segons la història de la família escrita sota Alp Arslan el 1060. Gardizi parla d'un yabghu que el 1003 va ajudar els samànides contra els karakhànides i molts erudits consideren que es refereix a Arslan, però altres pensen que el títol yabghu només es pot referir al sobirà dels turcs oghuz del nord de la mar d'Aral, ja que el títol d'Arslan devia ser payghu; no obstant és possible que el 1003 ja hagués agafat el de yabghu després d'afermar la independència de la família a Djand.
Després del 1005, ja desapareguts els samànides, va estar associat al karakhànida rebel de Bukharà, Ali Tegin. Al servei d'aquest se li van unir els seus nebots Toghril Beg i Čaghri Beg. El 1025 fou responsable de la derrota d'Ali Tegin davant l'exèrcit del kan suprem karakhànida Kadr Khan, que tenia el suport dels karlucs i de Mahmud de Gazni; els seus oghuz es va traslladar a Khurasan mentre els seus nebots s'anaven cap a Coràsmia, bé voluntàriament o per orde de Mahmud de Gazni; Arslan va quedar presoner de Mahmud i va morir a una fortalesa propera a l'Índia vers el 1035. Des del 1027 els oghuz de Khurasan van crear agitació i alguns autors suposen una influència del presoner en aquestos fets, però això no se segur. A la seva mort va deixar un fill Kutulmush (o Kutalmish) ancestre dels seljúcides de Rum.